# Garry Gross

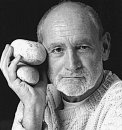
Garry Gross

Garry Gross (* 6. November 1937 in der Bronx, New York City; † 30. November 2010  New York City) war ein US-amerikanischer Modefotograf.
Nach einem Studium an der Colorado State University war Gross bald erfolgreich als Modefotograf, dessen Arbeiten in Magazinen wie Gentlemen’s Quarterly, Cosmopolitan und dem New York Magazine erschienen. Er fertigte Porträts von bekannten Persönlichkeiten wie Calvin Klein, Gloria Steinem, Whitney Houston, und Lou Reed. 
Gross arbeitete mit dem Zentrum für Verhalten von Tieren in New York zusammen und wurde 2002 zum zertifizierten Hunde-Trainer. Fotografien von Hunden wurden schließlich zu seinem Spezialgebiet. Seine Arbeiten erhielten zahlreiche Preise, unter anderem auch den des Art Directors Club.
Bekannt wurde Gross vor allem durch Aktfotografien, die er 1975 von der damals erst zehnjährigen Brooke Shields mit dem Einverständnis deren Mutter anfertigte, die Brooke Shields nackt und geschminkt in verschiedenen Posen in einer Badewanne zeigen. Diese Fotografien erregten nicht nur in der Presse große Aufmerksamkeit, sondern wurden auch in renommierten Museen wie der Tate Modern Gallery und dem Guggenheim Museum gezeigt. Brooke Shields versuchte später in einem Rechtsstreit die Rechte an diesen Bildern zu erhalten, unterlag aber vor Gericht.